# Vitalij Mikolajovics Szegyuk
Vitalij Mikolajovics Szegyuk, ukránul Віталій Миколайович Седюк (Boriszpil, 1988. november 14. –) ukrán újságíró és botrányhős, aki arról hírhedt, hogy hollywoodi hírességeket zaklat, gyakran egészen merész módon. Leginkább a nagy nyilvánosság előtt filmpremiereken, díjátadókon vagy divatbemutatókon támadt rá világsztárokra, hogy a jelenlevő sajtó kamerái őt is vehessék.
Szegyukot sokan közönséges őrültnek tartják, ő azonban az interjúkban visszautasította azt, hogy elmebeteg lenne.

## Életpályája
Szegyuk a Kijevi területen fekvő Boriszpilben született, médiatanulmányait hazájában végezte és egy ideig az ukrán 1+1 csatorna alkalmazásában állt, mígnem sorozatos botrányai miatt elbocsátották.
Egyes hírek szerint képzi magát, mint író, producer és rendező.

## Botrányai
Szegyuk első botránya 2011. szeptember 1-én kezdte a Velencei Filmfesztiválon, ahol Madonna amerikai énekesnőnek egy csokor hortenziát adott át. Madonnáról közismert, hogy utálja ezt a virágfajtát. 2012-ben az esettel kapcsolatban Szegyuk rövidfilmet is készített A hortenzia címmel.
Második botrányos támadását 2012. május 18-án követte el Will Smith amerikai színész ellen Moszkvában, a Men in Black – Sötét zsaruk 3. c. film premierjén. Szegyuk a kamerák és fotósok szemeláttára megcsókolta Smith-t, mire az mérgében pofon vágta őt és ráförmedt: Mi az istenbajod van haver? Szegyuk állítólag korábban hiába próbált kérdést feltenni Smith-nek, mint újságíró.
2013. február 10-én tartott Grammy-díjátadón Szegyuk belépő nélkül berontott az átadó emelvényére, ahol a brit énekesnő Adele kezéből próbálta kikapni a mikrofont. Az incidensért Szegyuk hat hónap felfüggesztett börtönt kapott. Alig két héttel később a 85. Oscar-gálára próbált betörni szivárványkosztümben, de a biztonsági szolgálat elhárította az akcióját.
2014. január 18-án a 20. Screen Actors Guild-díj átadóján okozott botrányt , amikor Bradley Cooper amerikai színész lábait ragadta meg. Cooper mosolyogva fogadta az incidenst. Nem sokkal ezután, február 6-án a santa barbarai nemzetközi filmfesztiválon Leonardo DiCaprio elé állt, hogy kitakarja a kamerák előtt. Mindezt addig csinálta, amíg a biztonsági szolgálat onnét is eltávolította a helyszínről. Két nappal később a New York-i divathéten Prabal Gurung nepáli divattervező kifutóján próbált megjelenni meztelenül, de a rendőrség letartóztatta. A botránysorozata ellenben folytatódott a 67. cannes-i fesztiválon. America Ferrera amerikai színésznő épp a fotósoknak pózolt az Így neveld a sárkányodat 2. c. animációs film bemutatóján, amikor Szegyuk a helyszínre lépve belebújt a színésznő szoknyája alá. Az esetet követően felmerült annak lehetősége, hogy Szegyukot vád alá helyezik szexuális zaklatásért. A botrányt követően bocsátotta el az 1+1 is az alkalmazásából.
Mindezidáig leghíresebb botrányát május 28-án követte el Brad Pitt ellen, aki épp Angelina Jolieval vonult fel a vörösszőnyegen a Demóna c. film premierjén. Szegyuk a vörösszőnyegre lépve arcon vágta Pittet, aki viszont viszonozta az ütést. Jóllehet a színész nem szenvedett semmilyen sérült, de a szemüvegét mindenesetre Szedzsuk eltörte. Szegyuk rögvest előzetes letartóztatásba került és csak 20 ezer dollár óvadék ellenében helyezték feltételesen szabadlábra.
Az egyik Los Angeles-i bíróságon eljárás indult ellene a 2014-ben elkövetett sorozatos botrányokért. Vádat emeltek ellene más egyéb rendezvényeken elkövetett kihágásokért is. A bíróság három év felfüggesztett börtönre ítélte Szegyukot, továbbá 20 nap közmunkát kellett végeznie. Ezenkívül kitiltották az olyan rendezvényekről, mint az Oscar-gála.
Szegyuk botrányai azonban ezzel nem értek véget. 2014. szeptember 25-én Kim Kardashian színésznőt kényszerítette földre, bár elmondása szerint csak véletlenül esett rá és egy interjúban kért tőle bocsánatot. Szeptember 30-án, egy párizsi divatbemutatón G-húros tangában próbálta megölelni Ciara amerikai énekesnőt. Több mint egy évvel később 2015. október 7-én a Louis Vuitton párizsi divatbemutatóján arcon csókolta Miranda Kerr ausztrál modellt.
2016. szeptember 21-én Milánóban, egy divatbemutatón Gigi Hadid amerikai modell mögé lopódzott és a magasba emelte, mert így akart állítólag megbizonyosodni arról, hogy a modell tényleg nem olyan magas, mint aminek látszik. Szeptember 28-án Szedzsuk megint Kim Kardashian közelébe próbált férkőzni (akit elmondása szerint egyébként végtelen rajongással bálványoz). Kardashian egy luxusétterembe tartott, amikor Szegyuk mögötte termett és meg akarta csókolni a színésznő fertályát, ám a testőre Pascal Duvier elhárította a támadást. Duvier már a két évvel korábbi, első incidensnél is beavatkozott, amikor Kardashian véletlenül elvágódott Szegyukkal.
2017. május 13-án az Ukrajnában megtartott Eurovíziós Dalfesztivált zavarta meg azzal, hogy berohant egy ausztrál zászlóval, amit a közönségre borított, sőt a fenekét is mutogatta a kameráknak. Az eset után csupán néhány tízezer forintnak megfelelő pénzbüntetést kapott.
Szegyuk 2019-ben tűnt fel ismét ismét a párizsi divatbemutatón, október 1-jén. A lesben álló Szegyuk az egyik pillanatban megragadta Justin Timberlake jobb lábát, amikor az feleségével, Jessica Biellel érkezett az eseményre, a biztonsági őrök azonban gyorsan elrángatták a híresség közeléből.
2022. szeptember 30-án Ciarával fényképezkedett a párizsi divathéten. Akkor tangát viselt és a jobb combjára a Ban in the America, but I rock Chanel feliratot tetoválta.

## Értékelése
Szegyuk akciói bár vélhetően öncélú figyelemfelkeltést céloznak, mindenesetre az amerikai bulvármédiában nem váltanak ki lelkesedést. Sőt a botrányokra ácsingózó amerikai lapok és tv-műsorok is elítélően nyilatkoznak Szegyukról, közönségesnek tartják, akinek tettein még csak elmosolyodni sem lehet. Az egyik amerikai lap az emberi söpredék elítélhető darabjának nevezi Szedzsukot, míg brit és kanadai lapokban „unalmas pranksztárnak” titulálják. Az általános vélekedés Szegyukról, hogy szokványos feltűnési viszketegsége van.
Szegyuk védőügyvédje Anthony Willoughby ragaszkodik ahhoz, hogy védence nem hajlamos az erőszakra. Egykori munkatársa Christa Scherck publicista is Willoughbyhez hasonlóan nyilatkozott, szerinte Szegyuk nem erőszakos személyiség, nincs drogfüggősége, sem pedig valamilyen aberrációja, egyszerűen egy olyan személy, aki azt akarja, hogy foglalkozzanak vele.